# Messe Zürich
Die Messe Zürich, mit vollständigem Namen Messe Zürich, AG für internationale Fachmessen und Spezial-Ausstellungen, mit Sitz in Zürich war ein Live-Marketing Unternehmen, das die Züspa und andere Ausstellungen auf dem Messegelände in Zürich-Oerlikon durchführte.

## Geschichte
Das Unternehmen ging 1994 aus der Genossenschaft Zürcher Spezialausstellungen hervor, welche ab 1949 jährlich die Publikumsmesse Züspa durchführte. 1998 konnte das neue Messezentrum eröffnet werden.
Die Hauptaktionäre der Messe Zürich waren die Stadt und der Kanton Zürich. Um die Wettbewerbsfähigkeit zu steigern wurde das Unternehmen auf den Juni 2001 mit der Schweizer Mustermesse AG aus Basel zusammengelegt. Der Zusammenschluss erfolgte über einen Aktientausch, wobei zuerst die Schweizer Mustermesse AG in die MCH Messe Schweiz AG umgewandelt, bevor der Tausch stattfand.